# Platycaulos compressus
Platycaulos compressus là một loài thực vật có hoa trong họ Restionaceae. Loài này được (Rottb.) H.P.Linder miêu tả khoa học đầu tiên năm 1984.